# Самет Акајдин
Самет Акајдин (тур. Samet Akaydin) је турски професионални фудбалер који игра на позицији левог крила и нападачког везног за клуб из Супер лиге Фенербахче и репрезентацију Турске.

## Играчка каријера

### Клубови
Акаидин је своју омладинску каријеру започео у клубовима из Црноморског региона Трабзон Идманоџаги, Трабзонспор, Болуспор, а професионалну каријеру је започео у клубу из родног града Арсинспор. Одиграо је четири сезоне за истанбулски клуб Санџактепе, једну сезону за Шанлиурфаспору и 1+1⁄2 сезоне за Анкару Кечиоренгуџу.
Адана Демирспор
Акајдин је прешао у Суперлигу Адана Демирспор где је имао успешне сезоне и током овог периода је изабран у национални тим.
Фенербахче
Дана 4. децембра 2023, Акајдин је потписао уговор са турском моћном Фенербахчеом на 3+1⁄2 године. Дебитовао је за тим у Супер лиги у победи од 2:1 над Газјантеп ФК 15. јануара 2023.
Панатинаикос (позајмица)
Дана 14. јануара 2024, Акајдин се придружио грчком Панатинаикосу на позајмици из Фенербахчеа, до краја сезоне 2023–24.

### Репрезентација
Акајдин је дебитовао за репрезентацију Турске у пријатељској утакмици и победи над Чешком резултатом од 2-1, 19. новембра 2022. године.
У поразу од Португалије од 3:0 на Еуру 2024, постигао је аутогол, након што је вратио не гледајући свог голмана.